# ماريتا ليندكويست
ماريتا ليندكويست (بالفنلندية: Marita Lindquist)‏ هي مترجمة وكاتبة للأطفال وشاعرة فنلندية، ولدت في 10 نوفمبر 1918 في هلسنكي في فنلندا، وتوفي بنفس المكان في 7 يونيو 2016.